# Le Bon Pasteur (Murillo)
Le Bon Pasteur est une huile sur toile de 123 × 101 cm réalisée vers 1660 par le peintre sévillan Bartolomé Esteban Murillo appartenant à l'école baroque espagnole. Elle fait partie de la collection permanente du Musée du Prado (Madrid) et est inventoriée sous le numéro P00962.

## Histoire
Le tableau du Bon Pasteur a été acheté, avec d'autres, en 1744 par la reine Élisabeth Farnèse aux héritiers du cardinal et président du Conseil de Castille Gaspar de Molina y Oviedo, dans l'ancienne collection du cardinal. Le tableau a été agrandi pour pouvoir être exposé en paire avec le petit  saint Jean Baptiste et a été envoyé au Palais royal de la Granja de San Ildefonso en 1746, puis au Palais royal d'Aranjuez où il apparaît dans deux inventaires de 1747 et 1774, et de là, transporté au Palais Royal de Madrid où il est resté entre 1814 et 1818 jusqu'à son arrivée au Musée du Prado en 1819, où il continue à former une paire dans son exposition avec Le Petit saint Jean Baptiste.
On connaît trois versions de l'ancien thème du Bon Pasteur, interprété par Murillo dans une version pour enfants :
- Probablement la plus ancienne, celle du Musée du Prado, peinte vers 1660, montre l'Enfant posant une main sur la brebis égarée, debout, regardant le spectateur avec un certain air mélancolique et assis dans un paysage bucolique de ruines classiques, ce qui en fait une image dévotionnelle efficace.
- Une version ultérieure, conservée à Londres dans la collection Lane, avec Jésus debout conduisant le troupeau, laisse plus de place au paysage pastoral et le visage de l'Enfant, désormais tourné vers le ciel, devient plus expressif. Son partenaire du passé, le Saint Jean et l'agneau de Londres (National Gallery), où le petit Baptiste apparaît avec un visage rieur tout en embrassant l'agneau avec une fraîcheur enfantine, a attiré l'attention de Gainsborough, qui en possédait peut-être une copie et s'en est inspiré pour son Garçon avec un chien de la collection Alfred Beit.
- La dernière version de ce thème à Francfort (Musée Städel), travaillée avec une remarquable facilité de pinceau et des couleurs douces, appartient aux dernières années du peintre, avec un sens de la beauté plus doux et plus délicat[3].

## Description

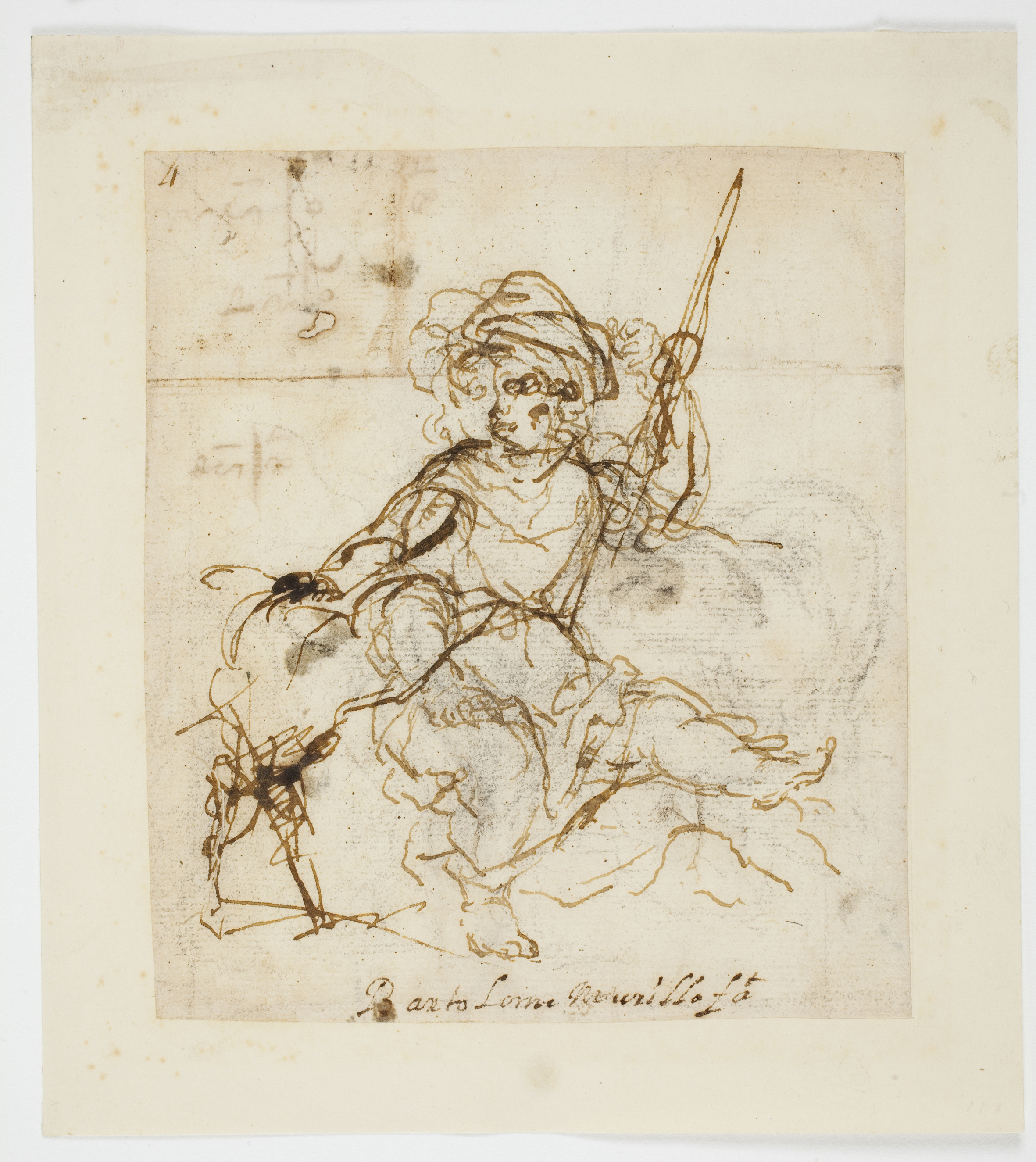
Esquisse pour Le Bon Pasteur (Musée du Prado, Cabinet de Dessins et Estampes -legs Villaescusa-).

En 1660, Murillo était déjà un peintre reconnu, et dans cette œuvre, il introduit des effets de lumière vive qui éclairent les figures centrales - en forme de pyramide, Jésus et la brebis - en obtenant un visage clair. Les lignes verticales et horizontales de la composition, brisées par la diagonale du bâton ou de la houlette du berger et de sa jambe gauche, marquent un parallélisme qui rompt la symétrie et renforce l'effet de quadrillage du reste de la composition. Le paysage à l'arrière-plan laisse entrevoir une architecture aux lignes droites, tandis que le reste du troupeau s'efface presque à la droite du spectateur au milieu des nuages du ciel peints sous forme vaporeuse. Le coin inférieur droit est marqué d'une fleur de lys, qui correspond au signe indiquant que cette œuvre appartient à la collection d'Élisabeth Farnèse. Il fait partie de la série de thèmes religieux pour enfants, doux, délicats et peu dramatiques, conformément à la mentalité contre-réformiste du milieu du XVIIe siècle en Espagne. Cet ouvrage, simple, clair et accessible au grand public, est devenu très populaire grâce aux nombreuses impressions, gravures et planches qui en ont été faites.
La composition a été établie à partir de dessins préalables, dont l'un, Le bon berger, se trouve également au Musée du Prado. Comme il est de coutume, de nombreux artistes s'inspirent des œuvres d'autrui, notamment des gravures, et Ceán Bermúdez a été l'un des premiers à comparer cette œuvre de Murillo avec une gravure de Stefano della Bella, qui avait été publiée dans une édition des Métamorphoses d'Ovide.

## Thème iconographique
Au début de l'ère chrétienne, l'image du bon berger était déjà utilisée comme une figure du Christ qui sauve et prend soin de ses brebis, et même comme une allégorie de l'Eucharistie. Le thème traité par Murillo s'inspire du texte de l'Évangile de Jean (10, 11-14) dans lequel Jésus-Christ se présente comme le bon berger qui connaît ses brebis par leur nom et donne sa vie pour elles : "Je suis le bon berger. Le bon berger donne sa vie pour ses brebis". Madrazo était d'avis que la brebis au premier plan, sur laquelle Jésus pose sa main gauche, ferait référence à la parabole de la Brebis égarée de l'Évangile de Matthieu (18:12) : « Si un homme a cent brebis et que l'une d'elles s'égare, ne laissera-t-il pas les quatre-vingt-dix-neuf autres sur la montagne et ne partira-t-il pas à la recherche de celle qui est égarée ? ».